# ماه نو (فیلم ۲۰۱۹)
ماه نو یا به‌طور دقیق تر شب ماه نو (به هندی: Amavas) و (به انگلیسی: Moonless Night) یک فیلم ترسناک دلهره‌آور زبان هندی است که محصول سال ۲۰۱۹ هند می‌باشد و کارگردانی آن را بوشان پاتل انجام داده‌است. در این فیلم که توسط ویکینگ مدیا انترتینمنت ارائه شده‌است، نقش‌های اصلی را سچین جوشی، نرگس فخری و مونا سینگ ایفاء کرده‌اند. این فیلم در روز ۸ فوریه ۲۰۱۹ به اکران درآمد.